# HD 35046
HD 35046，又名CD-34 2198，SAO 195763、HR 1766，是一颗恒星，视星等为6.34，位于銀經238.43，銀緯-32.88，其B1900.0坐标为赤經5h 16m 44.5s，赤緯-34° -32.88′ 57″。